# Araneus agastus
Araneus agastus là một loài nhện trong họ Araneidae.
Loài này thuộc chi Araneus. Araneus agastus được William Joseph Rainbow miêu tả năm 1916.